# Cesare Merzagora

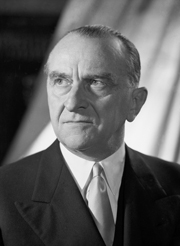
Cesare Merzagora

Cesare Merzagora (* 9. November 1898 in Mailand; † 1. Mai 1991 in Rom) war ein italienischer Politiker der Democrazia Cristiana.
Cesare Merzagora war von Beruf Bankier. Von 1947 bis 1949 war er unter Alcide De Gasperi Minister für Außenhandel. Von 1950 bis 1952 war er Präsident der Banca Popolare di Milano. Vom 25. Juni 1953 bis zum 7. November 1967 war er Präsident des Italienischen Senats. 1963 wurde er vom Präsidenten Antonio Segni zum Senator auf Lebenszeit ernannt. 1964 war Merzagora kurzzeitig amtierender Staatspräsident. Nach Protesten der italienischen Kommunisten 1967, die sich über seine Erklärungen zum Verfall des politischen Systems empört zeigten, sah er sich zum Rücktritt als Senator gezwungen.
Von 1968 bis 1979 war Merzagora Vorsitzender der Assicurazioni Generali und war zudem für einige Zeit Präsident der Banca Popolare di Milano und der Montedison.